# 布唐岩
布唐岩（英語：Boutan Rocks），是南極洲的岩石，位於葛拉漢地的丹科海岸，在1954年由阿根廷繪入地圖，在1960年由英國南極名稱諮詢委員會命名，現時由南極條約體系管理。